# Hófehérke és a hét törpe (film, 1987)
A Hófehérke és a hét törpe (eredeti cím: Snow White) 1987-ben bemutatott amerikai–izraeli zenés fantasyfilm, amely a Grimm testvérek: Hófehérke című meséje nyomán készült. A rendező és forgatókönyvíró Michael Berz, a producerek Yoram Globus és Menahem Golan. A főszereplők Sarah Patterson és Diana Rigg, a zeneszerzője Arik Rudich. A mozifilm a Golan-Globus Productions gyártásában készült, a The Cannon Group forgalmazásában jelent meg.
Franciaországban 1987. május 14-én mutatták be a Cannes-i fesztiválon, Magyarországon 1991. január 1-jén az MTV1-en vetítették le a televízióban.

## Cselekmény
Egy jóképű herceg, embereivel a birodalmába igyekszik, egy sűrű erdőn át. A fiú, a fák között megtalál egy lányt, aki üvegkoporsóban fekszik holtan. Megérkezik a hét törpe, és elmesélik az ifjúnak a szépséges hercegnő, Hófehérke történetét.
Sok-sok éve, egy királyi pár, kik igazságosan uralkodnak alattvalóik felett, gyermekért imádkoznak. Egy téli napon, a királyné udvarhölgyei társaságában varrogat, és véletlen megszúrja az ujját a tűvel, a  vércseppek pedig az ablakpárkányon lévő hóra hullanak. A király és a királyné egy kislányra vágynak, kinek bőre fehér mint a hó, ajka vörös mint a vér, haja ébenfekete. Nemsokára megszületik a királylány, akit Hófehérkének neveznek el, azonban a királyné a szülés után meghal.
Néhány évvel később, a király újból megházasodik, ám az asszony nagyon gonosz, és féltékeny a kis királylányra. A királynőnek van egy igazmondó varázstükre, melytől mindennap megkérdezi, hogy ki a legszebb asszony a földön. Lassan megneszeli, hogy egy nap Hófehérke, még nála is szebb lesz. Megkéri az udvari vadászt, hogy a vadászaton ölje meg a kislányt, és bizonyságul vigye el, a szívét. Azonban a férfi megsajnálja és elengedi Hófehérkét, aki az erdőben hét kedves törpénél talál menedéket. A király fájdalmában, elmegy egy csatába, és életét veszti.
Tíz évvel később, Hófehérke gyönyörű lánnyá cseperedik. A királynő egy nap, azt a választ kapja hogy a mostohalánya szebb nála. Háromszor is életére tör. Először, egy házaló cigányasszonynak álcázva magát, övvel akar végezni a királylánnyal, de a törpék ollóval elvágják azt. Másodszor, ázsiai fésű árusként, mérgezett fésűt ad a lánynak, de a törpék ismét megmentik. Végül öregasszonynak álcázza magát, és mérgezett almával kínálja, a gyanútlan lányt. Hófehérke elfogadja, de miután beleharap holtan esik össze. A törpék ezúttal nem tudnak segíteni rajta.
A film visszatér a jelenbe, ahol a törpék megengedik a hercegnek, hogy elvigye a királylányt a birodalmába. Azonban miután megindulnak, a koporsó leesik a kocsiról, Hófehérke pedig felébred álmából, és kiköpi a mérgezett almadarabot. A herceg feleségül kéri a lányt, aki boldogan igent mond.
Az egész birodalmat meghívják az esküvőre, köztük a gonosz királynét is. Mikor a varázstükre azt mondja neki, hogy a menyasszony szebb nála, az mérgében egy üveggömbbel töri szét a tükröt, melynek hatására öregedni kezd. Az utolsó pillanatban odaér az esküvőre, ahol meglátja hogy Hófehérke a menyasszony, majd a hintóhoz visszatérve, hamuvá porlad. Hófehérke és herceg boldogan élnek tovább.

## Szereplők
- Nicola Stapleton (Hófehérke gyerekként), magyar hangja: 1.szinkron: Csondor Kata, 2.szinkron: Bogdányi Titanilla
- Sarah Patterson (Hófehérke felnőttként), magyar hangja: 1.szinkron: Kökényessy Ági, 2.szinkron: Szénási Kata
- Diana Rigg (Gonosz Királynő), magyar hangja: 1.szinkron: Bencze Ilona, 2.szinkron: Bencze Ilona
- James Ian Wright (Herceg), magyar hangja: 1.szinkron: Kautzky Armand, 2.szinkron:
- Billy Barty (Iddy), magyar hangja: 1.szinkron: Simon György, 2.szinkron: Izsóf Vilmos
- Mike Edmonds (Biddy), magyar hangja: 1.szinkron: Balázs Gyula, 2.szinkron: Háda János
- Ricardo Gil (Kiddy), magyar hangja: 1.szinkron: Szabó Sipos Barnabás, 2.szinkron:
- Michael Dixon (Diddy), magyar hangja: 1.szinkron: Felföldi László, 2.szinkron:
- Gary Friedkin (Fiddy), magyar hangja: 1.szinkron: Varga T. József, 2.szinkron: Pathó István
- Arturo Gil (Giddy), magyar hangja: 1.szinkron: Juhász Jácint, 2.szinkron:
- Tony Cooper (Liddy), magyar hangja: 1.szinkron: Koroknay Géza, 2.szinkron:
- Tony Sheldon (Király), magyar hangja: 1.szinkron: Fülöp Zsigmond, 2.szinkron:
- Dorit Adi (Királynő), magyar hangja: 1.szinkron: Andresz Katalin, 2.szinkron:
- Azara Rapoport (Herceg apja), magyar hangja: 1.szinkron: Izsóf Vilmos, 2.szinkron:
- Jeff Guerner (Herceg kísérője), magyar hangja: 1.szinkron: Végh Péter, 2.szinkron:
- Amnon Meskin (Vadász), magyar hangja: 1.szinkron: Csikos Gábor, 2.szinkron:
- Michael Schneider (Ruhakészítő), magyar hangja: 1.szinkron: Kerekes József, 2.szinkron:
- Julian Chagrin (Varázstükör), magyar hangja: 1.szinkron: Gruber Hugó, 2.szinkron: Orosz István